# Absolutno
Absolutno či absolutum je ve filosofii věčný, nadprostorový a nadčasový prazáklad věcí, povznesený na mnohost věcí, nad protiklad subjektu a objektu, já a ne-já, ducha a tělo, často identifikovaný s bohem.
Absolutno je nejvyšší jsoucno, které je základem, poslednou příčinou (prapříčinou) všeho co je. Absolutno je bytí nezávislé od žádného jiného bytí, je nepodmíněné, autonomní, dokonalé a existující samo pro sebe a osobě.

## Absolutno (střední platonismus)
Podle středního platonismu je absolutno počátek i konec všeho, nejvyšší vůle, otec i stvořitel všeho jsoucna, dokonalost sama, zákonodárce a zároveň tvůrce předurčení; konečný cíl lidské existence, která je opět konečným cílem světa všech věcí. Prostřednictvím člověka se mají věci spojit s bohem.

## Absolutno (scholastika)
Podle scholastiky je absolutno Bůh jako bytost, která nezávisí od jiné; stojí v protikladu ke každé relativní existenci a hlavně vůči poznání.

## Absolutno (Baruch Spinoza)
Podle Barucha Spinozy je absolutno Bůh, z kterého je potřeba odvozovat vše.

## Absolutno (Georg Wilhelm Friedrich Hegel)
Základním pojmem Hegelova objektivního idealismu je absolutno. Hegel ho chápal v duchu tradice idealistické metafyziky, která zahrnovala také filosofickou nauku o nejvyšším jsoucnu, které je základem, poslední příčinou a konečným smyslem všeho co je. Pochopil ho jako Boha, tak jak je ve své věčné bytosti před stvořením přírody a konečného ducha.
Hegelův Bůh je velmi vzdálený vůči všem antropomorfním náboženským představám. Pojem absolutna jako fundamentu všeho jsoucího, přírody i lidské společnosti a dějin, je vysloveně filosofický pojem.

## Absolutno (Immanuel Kant)
Podle Immanuela Kanta je absolutno nemožné dosáhnout, je nepoznatelné.

## Absolutno (Arthur Schopenhauer)
Podle Arthura Schopenhauera je absolutno synonymem vůle.

## Novohegelovství
Idea Absolutna, tj. nejvyšší, dokonalé, absolutní reality, byla přejata britským idealismem. Je to v podstatě hegelovská absolutní idea, zbavená však svého historismu. Absolutno nazývá Edward Caird (1835–1908) „samostatným a inteligibilním celkem,“ Thomas Hill Green (1836–1882) „neměnným pořádkem vztahů,“ Francis Herbert Bradley (1846–1924) „úplným systémem,“ „individuem.“